# 西鈴蘭台站
西鈴蘭台站（日语：／ Nishi-Suzurandai eki */?）是一個位於日本兵庫縣神戶市北區北五葉一丁目，屬於神戶電鐵的鐵路車站。車站編號為KB42。

## 車站構造
對向式月台2面2線的地面車站。

### 月台配置
| 月台 | 路線   | 方向 | 目的地                                           |
| ---- | ------ | ---- | ------------------------------------------------ |
| 3    | 粟生線 | 下行 | 木幡、押部谷、志染、惠比須、三木、小野、粟生方向 |
| 3    | 粟生線 | 上行 | 鈴蘭台、湊川、新開地方向                         |
| 2    | 粟生線 | 上行 | 鈴蘭台、湊川、新開地方向                         |

## 相鄰車站
神戶電鐵
 粟生線
■急行
鈴蘭台西口（KB41）－西鈴蘭台（KB42）－木幡（KB45）
■準急、■普通
鈴蘭台西口（KB41）－西鈴蘭台（KB42）－藍那（KB43）
※與新開地方向的鄰站「鈴蘭台西口站」相距0.5公里，是粟生線站距最短。

## 外部連結
- 西鈴蘭台 - 神戶電鐵